# Philippe Jaccottet
Philippe Jaccottet, född 30 juni 1925 i Moudon i Vaud, Schweiz, död 24 februari 2021 i Grignan i Drôme, Frankrike, var en schweizisk, franskspråkig poet och även översättare från tyska och italienska. Han bodde i byn Grignan i sydöstra Frankrike sedan 1953. 

## Liv
Philippe Jaccottets födelsestad ligger i kantonen Vaud i västra Schweiz. Han genomgick skola och universitet i Lausanne. Han bodde sedan i Rom och Paris, innan han flyttade till Grignan i Drôme. Där bodde han sedan resten av sitt liv tillsammans med bildkonstnären Anne-Marie Haesler. De gifte sig 1953, samma år som Jaccottet debuterade med diktsamlingen L'Effraie et autres poésies.

## Verk
Jaccottets poesi har en sorts anteckningsstil. Korta dagboksliknande anteckningar växlar mellan korta lyriska inslag och längre prosalyriska passager. Hans texter söker en anknytning till och förståelse för naturen och världen i ett ofta dämpat och enkelt formspråk, vilket tycks leta efter det mest insiktsfulla uttrycket. Poesin är ett eftertänksamt och tillbakahållet sökande efter skönhet och erkännande.  

### Boktitlar

#### Svenska
På svenska finns fem diktvolymer av Philippe Jaccottet, alla i tolkning av Bengt Erasmie mellan åren 1976-2003.
- Jordens avstånd (Coeckelberghs, 1976)
- Ljusets frukter (Fripress Bokförlag, 1984)
- Häftat i grönska (Atlantis Bokförlag, 1993)
- Efter många år (Atlantis, 2000)
- Och inte desto mindre (Atlantis, 2003)

## Bilder

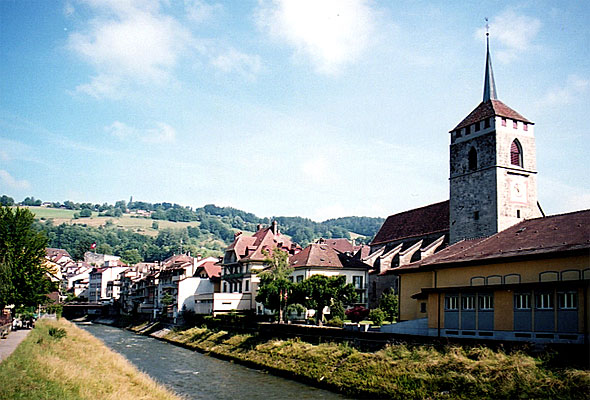
Äldre bebyggelse i födelsestaden Moudon.
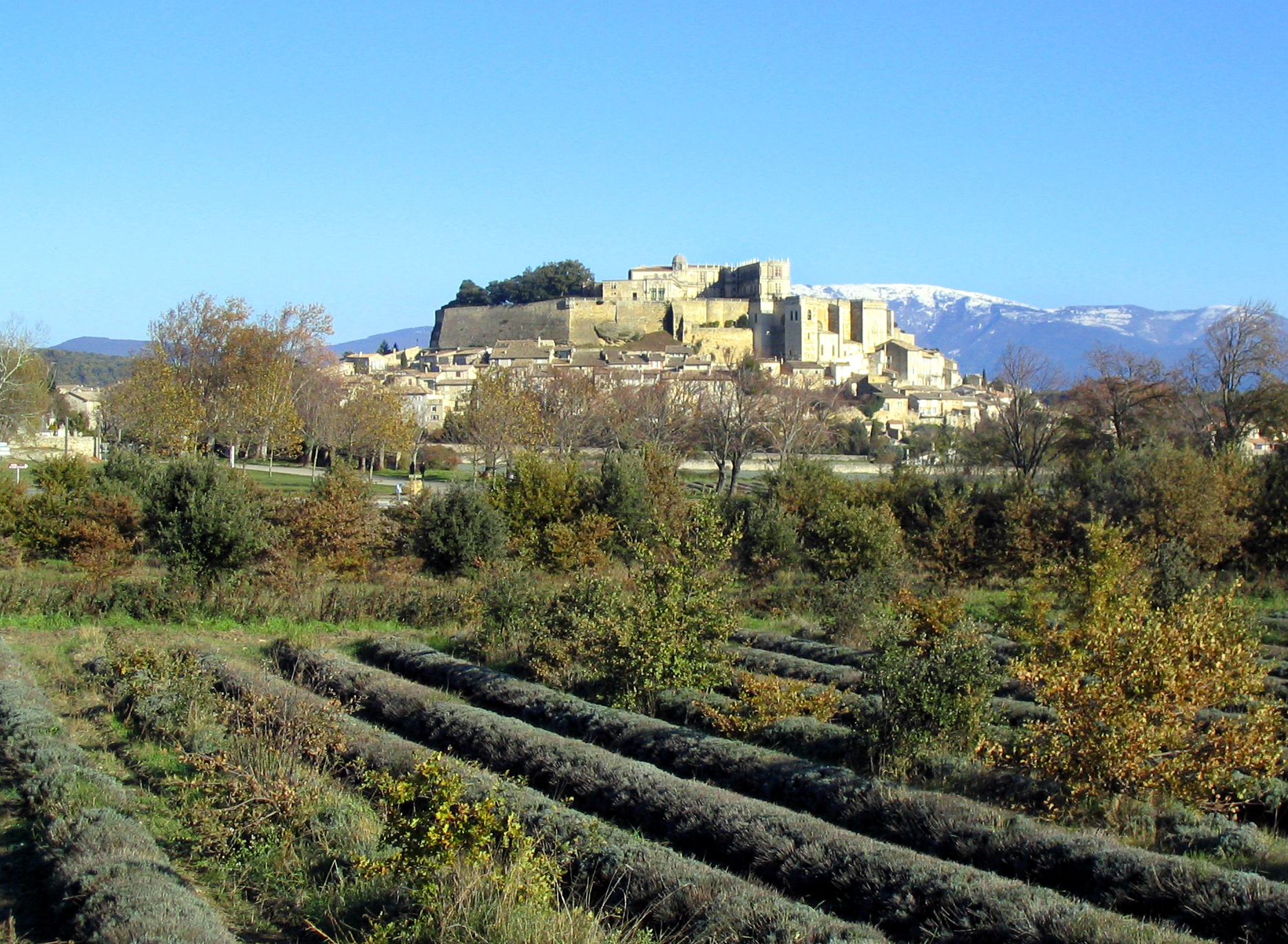
Lavendelodling vid Grignan där Philippe Jaccottet bodde sedan 1953.

## Priser
Philippe Jaccottet har tilldelats många priser. 1988 fick han till exempel det tyska Petrarcapriset och 2003 det prestigefyllda franska Goncourtpriset i poesi vid hundraårsfirandet av prisets instiftande.